# Eucalyptus todtiana
Eucalyptus todtiana es una especie de eucalipto perteneciente a la familia de las mirtáceas.
Nombres comunes incluyen "blackbutt", "oastal blackbutt" y "pricklybark".

## Descripción
E. todtiana crece a una altura aproximada de 15 metros.  Tiene un hábito llorón y una corteza rugosa con fibras café/grisáceas duras y finas.
Produce flores cremosas y blancas desde enero a abril.

## Distribución y hábitat
Generalmente crece cerca de las crestas de las elevaciones bajas arenosas blancas/grises o amarillas, con frecuencia sobre lateritas y más comúnmente mezclada con jarrahs y marris en el oeste y banksias y robles hembras en el este.  Prefiere suelos ligeros, bien drenados en una posición abierta y soleada.
La distribución ocurre principalmente entre Perth y Dongara en la Provincia Botánica del Suroeste, Cinturón de trigo de Avon, Planicies arenosas de Geraldton, bosque de Jarrah y la llanura costera de Swan.

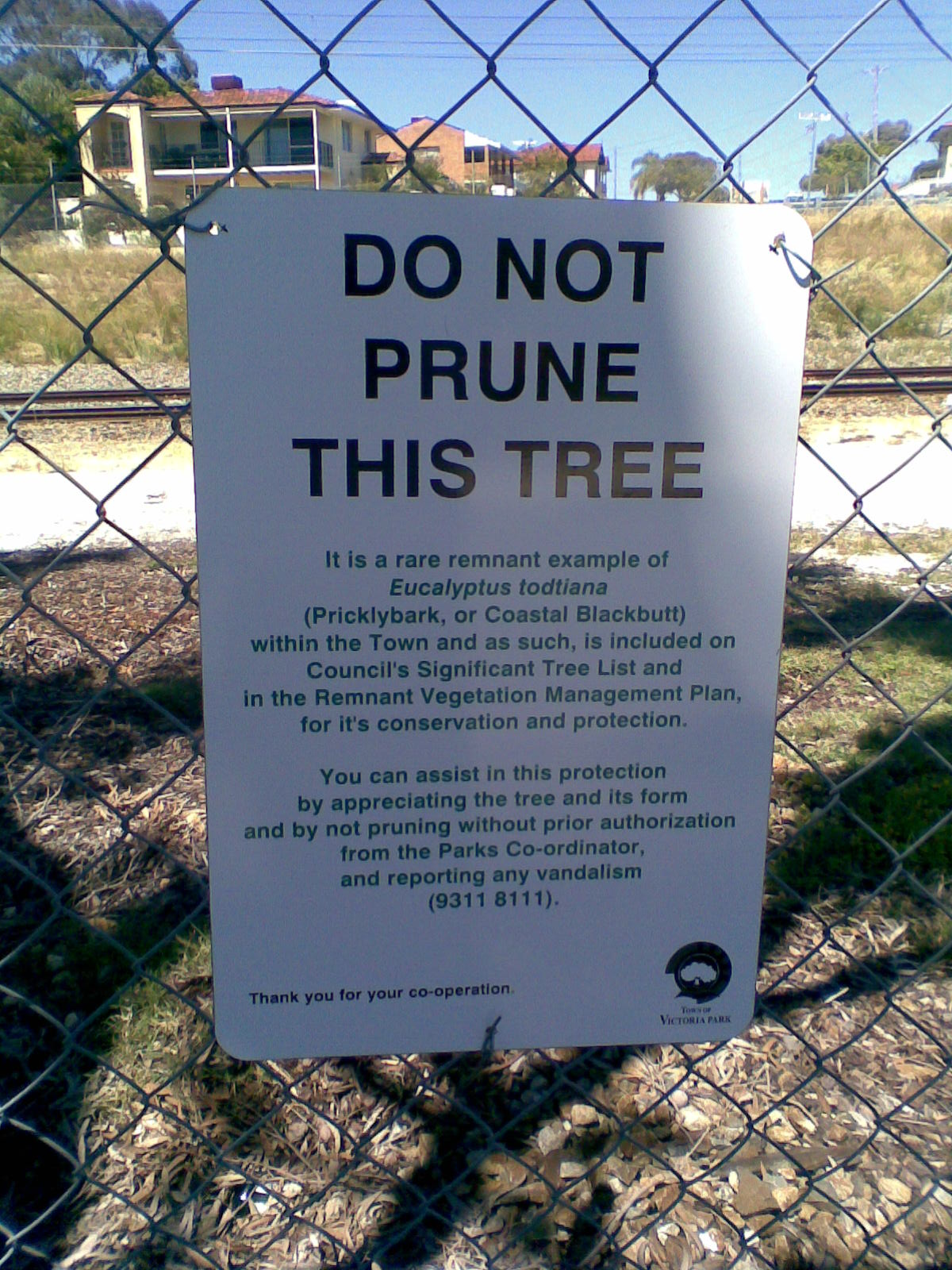
Signo de conservación adyacente al espécimen del Parque Victoria.

Debido a los decrecientes bosques remanentes dentro del área metropolitana de Perth, los árboles individuales están llegando a ser menos comunes.  

## Historia
Fue por primera vez descrito por Ferdinand von Mueller en 1882, basado en los especímenes recolectados cerca de los ríos Greenough y  Arrowsmith, y también de los que recogió John Forrest cerca del Río Moore. El nombre específico le hace honor a Emil Todt, un artista botánico. Ha tenido una historia taxonómica sin incidentes, sin subespecies ni variedades, y tampoco sinónimos. En la más reciente clasificación infragenérica se le ha colocado en E. subg. Eucalyptus, sect. Hesperia, ser. Todtianae.

## Cultivo
E. todtiana no es muy frecuentemente cultivado. Crece rápidamente como un arbolito si se le planta en una posición abierta, pero como adulto crece lentamente y florece de manera profusa.

## Taxonomía
Eucalyptus todtiana fue descrita por Ferdinand von Mueller y publicado en Southern Science Record 2: 171. 1882.
Etimología
Eucalyptus: nombre genérico que proviene del griego antiguo: eû = "bien, justamente" y kalyptós = "cubierto, que recubre". En Eucalyptus L'Hér., los pétalos, soldados entre sí y a veces también con los sépalos, forman parte del opérculo, perfectamente ajustado al hipanto, que se desprende a la hora de la floración.